# Carl Axel von Morian
Carl Axel von Morian, född 18 april 1762 på Mälkilä gård i Bjärnå, död 9 april 1817 i Åbo, var en svensk militär.

## Biografi
Carl Axel von Morian var son till lagmannen och diplomaten Johan Christoffer Morian, adlad von Morian (1694–1766) och Hedvig Helena Creutz (1723–1765) som var dotter till majoren Carl Johan Creutz (1687–1757).
von Morian studerade tre år i Åbo innan han antogs till krigstjänst 1775. Han blev sergeant vid Åbo läns regemente 1775 och fänrik där samma år. Han blev fänrik vid livgardet 1777 och löjtnant där 1782, major vid Savolaks lätta infanteriregemente 1787, generaladjutant av flygeln och överstelöjtnant i armén 1789 samt överstelöjtnant vid Savolaks regemente 1790. Han var överstelöjtnant vid Upplands regemente 1791 och erhöll avsked från regementet 1792 och gick då under en tid i österrikisk tjänst. Han utsågs till tillförordnad chef för Närkes och Värmlands värvade jägarkår 1793 och var dess chef 1794–1808. Han blev generaladjutant och överste i armén 1795 samt inspektör över jägartrupperna 1802.
von Morian blev dömd från tjänsten med anledning av sina felaktiga operationer vid Lübeck 1807, men fick samma år av nåd behålla sysslan. Han erhöll definitivt avsked från svenska krigsmakten 1808 och blev därefter överste i ryska armén 1811. Som militär medverkade han i kriget i Finland 1788–1790 och 1792 års fälttåg mot Frankrike, samt kommenderade 1806 trupperna i Lauenburg som blev tagna tillfånga vid Lübeck. Han blev riddare av Svärdsorden 1788. von Morian avled ogift 9 april 1817 i Åbo och är begraven i Bjärnå socken. 
Tillsammans med sin morfar Carl Johan Creutz skrev han den militära fälthandboken Om förposter, Hand Bok för Fält Jägare, / af Öfversten:m:m: C:A: von Morian, Libris 21444161. Som ensam författare skrev han böckerna:
- Handbok för fält-jägare, Utgifven af Carl Axel von Morian, Stockholm, tryckt hos Carl Delén, 1803, Libris 2441385.
- Utkast till constitution; sammandragen af norra Amerikas, Frankrikes och Englands, tryckt hos Carl Delén, 1809, Libris 2414218.